# إيرين نج
إيرين نج (بالإنجليزية: Irene Ng؛ بالملايوية: Irene Ng) هي مصرفية الاستثمار ‏ وممثلة ماليزية وأمريكية، ولدت في 30 يوليو 1974 في بينانق في ماليزيا.

## وصلات خارجية
- إيرين نج على موقع IMDb (الإنجليزية)
- إيرين نج على موقع أول موفي (الإنجليزية)
- إيرين نج على موقع قاعدة بيانات الفيلم (الإنجليزية)